# Primera División de Tonga 2022
La Primera División de Tonga 2022 fue la edición número 43 de la Primera División de Tonga. La temporada comenzó el 18 de octubre y terminó en diciembre.

## Participantes
- Fasi & Afi FC
- Folaha FC
- Lavengatonga FC
- Lotoha'apai United FC
- Navutoka FC
- Nukuhetulu FC (P)
- Popua FC
- Veitongo FC (C)

## Fase Regular

### Clasificación
| Pos. | Equipo                | Pts. | PJ | G | E | P | GF | GC | Dif. | Clasificación           |
| ---- | --------------------- | ---- | -- | - | - | - | -- | -- | ---- | ----------------------- |
| 1    | Veitongo FC           | 21   | 7  | 7 | 0 | 0 | 33 | 3  | +30  | Avanzan a los Play-offs |
| 2    | Folaha FC             | 16   | 7  | 5 | 1 | 1 | 17 | 8  | +9   | Avanzan a los Play-offs |
| 3    | Navutoka FC           | 13   | 7  | 4 | 1 | 2 | 26 | 14 | +12  | Avanzan a los Play-offs |
| 4    | Lotoha'apai United FC | 12   | 7  | 4 | 0 | 3 | 29 | 17 | +12  | Avanzan a los Play-offs |
| 5    | Nukuhetulu FC         | 12   | 7  | 4 | 0 | 3 | 14 | 13 | +1   | Avanzan a los Play-offs |
| 6    | Lavengatonga FC       | 6    | 7  | 2 | 0 | 5 | 11 | 16 | −5   | Avanzan a los Play-offs |
| 7    | Fasi & Afi FC         | 3    | 7  | 1 | 0 | 6 | 5  | 27 | −22  | Avanzan a los Play-offs |
| 8    | Popua FC              | 0    | 7  | 0 | 0 | 7 | 0  | 37 | −37  |                         |

 Fuente: Tonga 2022
Notas:
1. ↑  El Popua FC fue excluido de la competencia.

## Fase Final

### Cuartos de final
| Local                 | Resultado | Visita          | Fecha                   |
| --------------------- | --------- | --------------- | ----------------------- |
| Folaha FC             | 5 - 0     | Fasi & Afi FC   | 15 de diciembre de 2022 |
| Navutoka FC           | 4 - 2     | Lavengatonga FC | 15 de diciembre de 2022 |
| Lotoha'apai United FC | 3 - 0     | Nukuhetulu FC   | 16 de diciembre de 2022 |

### Semifinales
| Local       | Resultado | Visita                | Fecha               |
| ----------- | --------- | --------------------- | ------------------- |
| Veitongo FC | 3 - 0     | Lotoha'apai United FC | 21 de enero de 2023 |
| Folaha FC   | 0 - 4     | Navutoka FC           | 21 de enero de 2023 |

### Final
| Local           | Resultado | Visita      | Fecha               |
| --------------- | --------- | ----------- | ------------------- |
| Veitongo FC (C) | 9 - 1     | Navutoka FC | 28 de enero de 2023 |

| Bandera de Tonga                |
| Campeón Veitongo FC 7.mo título |